# Cetopsis candiru
Cetopsis candiru es una especie de pez de la familia Cetopsidae en el orden de los Siluriformes. A pesar de su nombre, no está estrechamente relacionado con el candirú (Vandellia cirrhosa).

## Morfología
• Los machos pueden llegar alcanzar los 26,3 cm de longitud total.

## Hábitat
Es un pez de agua dulce y de clima tropical.

## Distribución geográfica
Se encuentran en Sudamérica:  cuenca del río Amazonas.